# 下郎 (バンド)
下郎（げろう）はミュージシャン泉谷しげるが1991年に結成した侍バンドである。ビクターエンタテインメントより発売。

## メンバー
- 下泉茂兵衛（泉谷しげる）
- 下下淳之介（下山淳…ルースターズ）
- 藤下伸之介（藤沼伸一…アナーキー）
- 川下恭之助（KYON…ボ・ガンボス）

## ディスコグラフィー

### シングル
- 極楽楽土（1991年10月21日）
  1. 極楽楽土（スズキ・エブリイCMソング）
  2. 南洋邪美人

### アルバム
- 下郎参上（1991年10月21日）
  1. 西向く侍
  2. 国盗り合戦
  3. 南洋邪美人
  4. 古都
  5. 卯の刻
  6. 踊る政所
  7. らっきょ
  8. 極楽楽土
  9. 春雨じゃ
  10. ちどり
  11. 武義を重んず
  12. 急がば廻れ
  13. 天狗
  14. 幕